# Bonjo
Die Sprache Bonjo oder Impfondo (ISO 639-3: bok) ist eine ubangische Sprache aus der Sprachgruppe der Gbaya-Manza-Ngbaka-Sprachen, die von insgesamt 3.000 Personen in der kongolesischen Region Likouala in den Bezirken Dongou und Impfondo gesprochen wird.
Die Sprache leidet unter dem starken Einfluss der Nationalsprache Lingála [lin] und vor allem der Amtssprache Französisch. Zusammen mit den Sprachen Ali [aiy], Bofi [bff], Manza [mzv], Ngbaka [nga] und Manza [ngg] bildet das Bonjo die östliche Untergruppe der Gbaya-Manza-Ngbaka-Sprachen.